# Michal Bilewicz

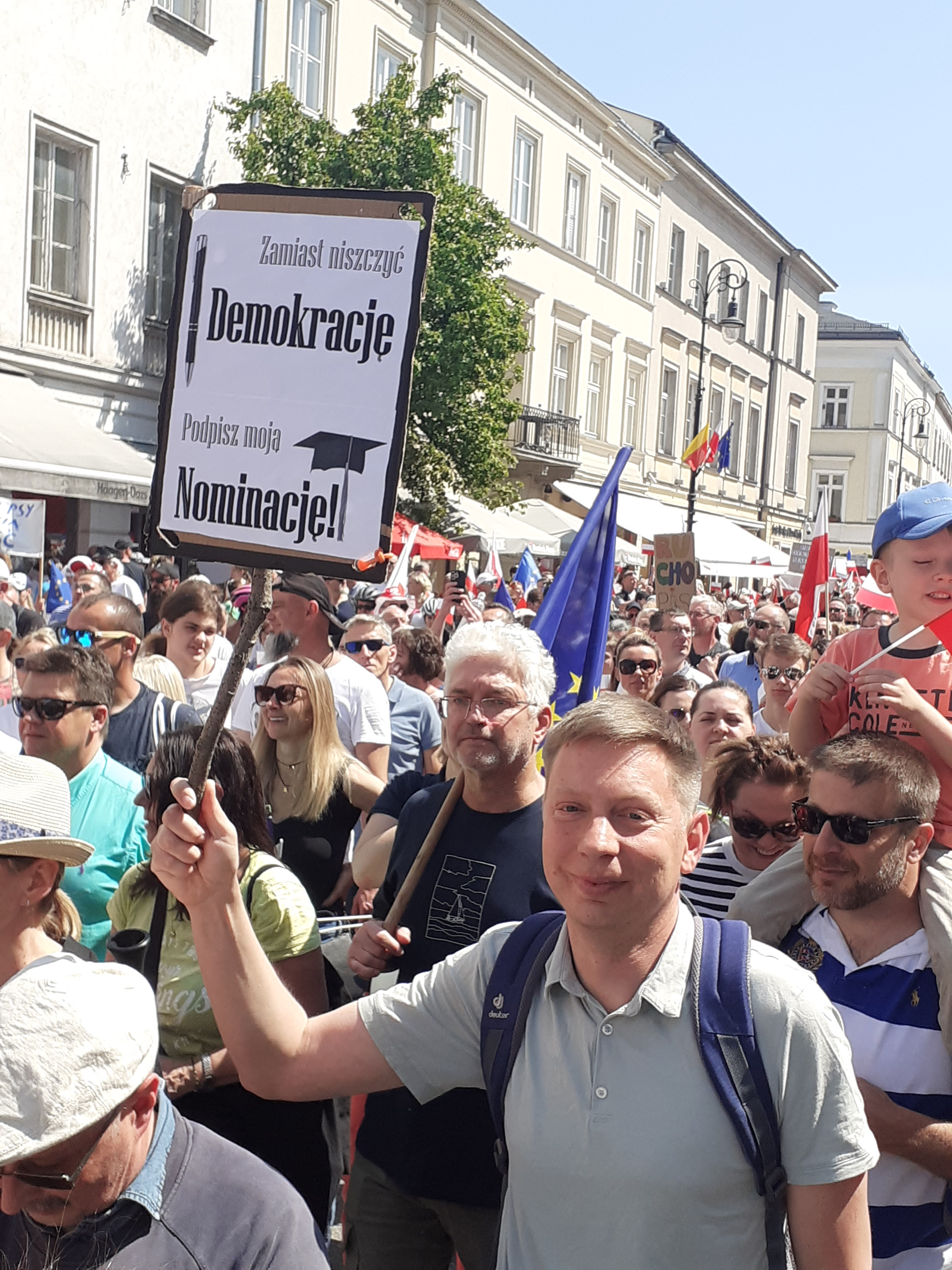
Michał Bilewicz (2023)

Michał Kamil Bilewicz, född 30 augusti 1980, är en polsk biträdande professor i psykologi vid Universitetet i Warszawa.
Bilewicz var Fulbright-stipendiat vid New School for Social Research i New York och postdoktorforskare vid Friedrich-Schiller-Universität Jena. Hans forskning omfattar bland annat olika frågor inom socialpsykologi och politisk psykologi, och har forskat om antisemitism, avhumanisering och konspirationsteorier.